# Jaglisko
Jaglisko [pronunciación en polaco: /jaˈɡliskɔ/] (anteriormente alemán Diebelbruch) es un pueblo en el distrito administrativo de Gmina Bierzwnik, dentro del condado de Choszczno, Voivodato de Pomerania Occidental, en el noroeste de Polonia. Se encuentra a unos 3 kilómetros al sureste de Bierzwnik, a 26 kilómetros al sureste de Choszczno, y a 87 kilómetros al sureste de la capital regional Szczecin. El pueblo tiene una población de 210 habitantes.[cita requerida]